# 孔渠
孔渠（?—?），南北朝时鲁郡人。孔子三十代孫，孔鮮玄孙，孔乘曾孙，孔靈珍之孙，孔文泰之子。
太和十九年（495年），魏孝文帝元宏封孔靈珍为崇圣侯，孔靈珍死后，孔文泰袭封第二代崇圣侯。孔文泰死后，孔渠袭封崇圣侯，即第三代崇圣侯，袭封年不详，大约在北魏末年。有儿子为孔長孫。
| 前任： 孔文泰 | 北魏崇圣侯 ？ | 繼任： 孔長孫 |

## 参看
- 孔子
- 孔子世家大宗世系
- 孔子世系
- 孔子世家大宗世系图
- 孔子世家总世系图 (中兴祖前)